# Instituto de Investigaciones Bibliotecológicas (INIBI)
El Instituto de Investigaciones Bibliotecológicas (INIBI) depende de la Facultad de Filosofía y Letras de la Universidad de Buenos Aires. Se fundó en 1967 como Centro de Investigaciones Bibliotecológicas (CIB), mediante un convenio entre la Unesco y la Universidad de Buenos Aires. Fue la primera entidad universitaria, estatal y pública dedicada enteramente a la investigación bibliotecológica en América Latina. Su primera directora y fundadora fue Josefa Emilia Sabor. A lo largo de sus 50 años de existencia, el INIBI ha desarrollado líneas de investigación en temas tales como bibliografía y control bibliográfico; literatura científica en humanidades y ciencias sociales en la Universidad de Buenos Aires; historia del libro, las bibliotecas y la lectura en la Argentina; las bibliotecas universitarias y distintos aspectos de la tecnología en las bibliotecas; entre otras. También ha mantenido la edición de publicaciones en el área de su especialidad entre las que destacan la revista Información, cultura y sociedad, la colección Cuadernos de Bibliotecología y el Índice de publicaciones de la Facultad de Filosofía y Letras (IPUFILO).

## Historia
El Instituto de Investigaciones Bibliotecológicas fue creado como Centro de Investigaciones Bibliotecológicas (CIB) el 31 de julio de 1967 por Resolución del Consejo Superior 1.200/67 de la Universidad de Buenos Aires. Con dependencia directa del Rectorado de la Universidad ocupó su primera sede en la calle Azcuénaga 280. En la creación del CIB, tuvo un papel relevante el bibliotecario argentino Carlos Víctor Penna, entonces Jefe de la División de Bibliotecas, Documentación y Archivos de la Unesco; él impulsó la celebración de un convenio entre la Unesco y la Universidad de Buenos Aires que dio como fruto la fundación del CIB. En dicho convenio la Unesco se comprometió a dar el apoyo institucional para llevar a cabo las investigaciones planificadas y, por su parte, la Universidad de Buenos Aires asumió el compromiso de proporcionar el espacio para el funcionamiento del Centro y los salarios del personal que se requiriera.
Desde la planificación del CIB quedó establecida su estrecha relación con la enseñanza de la Bibliotecología en la Argentina, ya que el desarrollo de la investigación en el área iba a depender de la formación de bibliotecarios que tuvieran las herramientas necesarias para realizarla. Este enfoque contribuyó a que se eligiera a la Profesora Josefa Emilia Sabor para dirigirlo, ella era en ese momento profesora asociada con dedicación exclusiva de la Facultad de Filosofía y Letras y directora de la Carrera de Bibliotecario de la misma entidad. La Profesora Sabor, en su carácter fundante de la institución, tuvo a su cargo la planificación y el diseño de las actividades para llevar adelante las líneas de investigación establecidas en la creación del Centro, entre las que destacan: estado de la enseñanza de la Bibliotecología en la Argentina; estudio de la conducta informativa de los universitarios; historia del sistema bibliotecario en el país; elaboración de guías de colecciones básicas para las bibliotecas.
Cabe destacar que la creación del CIB se dio en un contexto en el que la información económica, educativa y científica era considerada como un elemento fundamental para el desarrollo de los países, y en el que se dio el auge de la Documentación y del planeamiento de los sistemas de información y bibliotecarios tanto a nivel nacional como internacional con miras a la colaboración en el intercambio bibliográfico. Estas premisas fueron líneas de trabajo de la Unesco que generó programas y planes para su aplicación en países en desarrollo. Es por ello que la misión principal del Centro concebida, en gran medida, por Penna fue la de constituirse en el instrumento académico para ejecutar las investigaciones diagnósticas necesarias para planificar un sistema nacional de información en la Argentina, y desarrolló su investigación en consonancia con los programas NATIS (National Information Systems), que la Unesco implementó durante la década de 1970 .
En 1969 el Centro de Investigaciones Bibliotecológicas fue transferido a la Facultad de Filosofía y Letras con sus bienes y su personal para que integrara al entonces Departamento Bibliográfico (hoy Departamento de Bibliotecología y Ciencias de la Información) del que dependía la Carrera de Bibliotecario. Fue así que ocupó su segunda sede en la Av. Independencia 3065. En la Facultad mantuvo su estatus de centro y empezó a publicar sus investigaciones dando origen a la primera serie del CIB llamada Investigaciones, que publicó dos títulos: La conducta informativa en universitarios argentinos por Gustavo F. Cirigliano y otros; y La enseñanza de la Bibliotecología en el ciclo medio: formación de un programa por Guillermo Martín Berazategui y Martha Noemí Lanzillota.
Al dejar la dirección del Centro la profesora Sabor en 1973, ocupa su lugar el Profesor José María Martínez. En ese mismo año el CIB se muda a su tercera sede en el Hospital de Clínicas, y al año siguiente a su cuarta sede en la calle 25 de mayo 217.
En 1975, asume la dirección del CIB el Profesor Emilio Ruiz y Blanco. Durante su gestión la Universidad aprueba el organigrama de funcionamiento de los Centros e Institutos dependientes de los Departamentos docentes, y el CIB pasa a denominarse Centro de Estudios Bibliotecológicos dependiendo de la Sección Bibliotecología (antes Departamento Bibliográfico) del Departamento de Letras. Sin embargo, en 1976 se le restituye su anterior denominación y se lo reubica en el organigrama. Durante la dirección del Profesor Ruiz y Blanco se crea la segunda serie monográfica del CIB Cuadernos de Bibliotecología. En 1981 el Profesor Ruiz y Blanco presenta una solicitud de confirmación de la Biblioteca del Centro y un proyecto de criterios de selección de los materiales de sus colecciones.
En 1983 la dirección del CIB pasa a manos del Profesor Omar Lino Benítez. Dos años después la Universidad de Buenos Aires inició las convocatorias para el otorgamiento de becas de Iniciación a la investigación y de Perfeccionamiento, y el Centro de Investigaciones Bibliotecológicas fue sede de su primera beca, otorgada a Susana Romanos de Tiratel con el tema “Antecedentes de control bibliográfico en la Argentina: la Universidad de Córdoba”.
En 1988 la Profesora Stella Maris Fernández se hace cargo de la dirección del CIB. Durante su gestión continúa la beca de Romanos de Tiratel y se otorgan dos más: una a Alejandro E. Parada que estudia “El mundo del impreso en la Argentina del siglo XIX” y la otra a Nicolás M. Tripaldi que aborda “Las bibliotecas obreras argentinas”. Crece la planta de personal técnico y administrativo, así como de investigadores. Las líneas de investigación desarrolladas fueron: Evolución histórica de la bibliotecología en la Argentina; Estado actual del sistema bibliotecario argentino; y Teoría general de la Bibliotecología. Durante esta etapa, se retoma la serie Cuadernos de Bibliotecología y se logra establecer una continuidad de la misma hasta hoy día. En 1993 se hace la mudanza a la quinta sede del Centro en el edificio de Puán 470, 4.º piso oficina 456.
En el año 1997  la Facultad le reconoce al CIB el estatus de instituto y pasa a llamarse Instituto de Investigaciones Bibliotecológicas (INIBI). En ese mismo año Susana Romanos de Tiratel obtiene la dirección del Instituto, cargo al que por primera vez se accedió por concurso. Durante su gestión, la Profesora Romanos, crea la revista Información, cultura y sociedad con una periodicidad semestral. Esta publicación está incluida en el Portal de Revistas Científicas de Filo, y está indizada en varias bases internacionales de datos tanto bibliográficos como de texto completo. Además, desde 2007, forma parte del Núcleo Básico de Revistas Científicas Argentinas (NBR) del Centro Argentino de Información Científica y Tecnológica (CAICYT) del Consejo Nacional de Investigaciones Científicas y Técnicas (CONICET) de la Argentina y se encuentra en el Portal de Publicaciones Científicas y Técnicas (PPCT) del mismo organismo. Asimismo, en este periodo, se crea una nueva línea de investigación: Control Bibliográfico en Ciencias Humanas; se realiza la mudanza del INIBI a su sexta sede, en la oficina 8 del mismo edificio, en la que permanece hasta la actualidad; en 1998 se realizan las Jornadas de Investigación del INIBI;  y se da inicio al Índice de las publicaciones de la Facultad de Filosofía y Letras que se mantiene actualizado hasta el día de hoy. 
En 2011 finaliza la dirección de la profesora Romanos a cargo del INIBI, estando el mismo acéfalo hasta 2014 año que asume la profesora Elsa Barber, al cual accede por concurso de antecedentes.

## Actualidad
En el año 2014 la profesora Elsa E. Barber obtiene, mediante concurso, la dirección del Instituto de Investigaciones Bibliotecológicas. Desde el inicio de su gestión se desarrollan nuevas líneas de investigación a través de los Proyectos de Reconocimiento Institucional para Graduados (PRIG), y con base en ello, se realizan las Jornadas de Investigación INIBI 2015 y 2017 y la I Jornada de Jóvenes Investigadores en Historia de la Cultura Escrita. El Índice de las Publicaciones de la Facultad empieza a ser migrado al Repositorio institucional de la Facultad con el nombre de IPUFILO. La presentación de este proyecto se hizo en el VI Encuentro Nacional de Catalogadores “Teoría vs. Práctica en la organización y el tratamiento de la información” organizado por la Biblioteca Nacional Mariano Moreno. Asimismo, se difundió mediante un póster en las 13.ª Jornada de las Bibliotecas y Centros de Documentación (SISBI) de la UBA organizadas por el Sistema de Bibliotecas y de Información de la Universidad de Buenos Aires en la que también se presentó el póster de Crisis de familia, la historieta del INIBI publicada en ocasión del 120.º aniversario de la Facultad de Filosofía y Letras.

## Objetivos
El Instituto de Investigaciones Bibliotecológicas impulsa y apoya:
- La investigación que genere nuevo conocimiento o valide, amplíe o refine el existente, para explicar y predecir los procesos relacionados con la generación, transferencia y consumo de la información; y con las organizaciones, sistemas y servicios encargados de facilitar o mediar dichos procesos.
- La investigación profesional que busque el conocimiento que pueda aplicarse a la solución de un problema de información o de las organizaciones, sistemas y servicios que la mediatizan, a través de la formulación de las políticas más adecuadas y de la ejecución de las acciones más convenientes.
- La investigación evaluativa que provea diagnósticos, valoraciones o estimaciones de los programas o acciones emprendidas por las organizaciones, sistemas y servicios dedicados a mediar o a facilitar los procesos de transferencia de la información.
- La investigación de cualquier tipo que emprendan los docentes para desarrollar y mejorar los contenidos y actividades de las materias de grado o de las actividades de posgrado.
- La investigación bibliográfica sobre temas locales y regionales que brinde aportes al campo de la bibliografía especializada y que contribuya, aunque en forma parcial, al control bibliográfico en esas áreas temáticas.
- La investigación histórica que contribuya al conjunto de conocimientos sobre Bibliotecología, facilitando nuestro conocimiento sobre cuándo, cómo y por qué ocurrieron los acontecimientos pasados y nos ayude a comprender los acontecimientos presentes.[14]

## Directores
| Nº | Directores                | Período         |
| -- | ------------------------- | --------------- |
| 1  | Josefa Emilia Sabor       | 1967-1973       |
| 2  | José M. Martínez          | 1973-1975       |
| 3  | Emilio R. Ruiz y Blanco   | 1975-1983       |
| 4  | Omar Lino Benítez         | 1983-1988       |
| 5  | Stella Maris Fernández    | 1988-1997       |
| 6  | Susana Romanos de Tiratel | 1997-2011       |
| 7  | Elsa E. Barber            | 2014-2024       |
| 8  | Diego Ferreyra            | 2024-actualidad |

## Líneas de investigación

### 1967
- Estado de la enseñanza de la Bibliotecología en la Argentina.
- Estudio de la conducta informativa de los universitarios.
- Historia del sistema bibliotecario en el país.
- Elaboración de guías de colecciones básicas para las bibliotecas.

### 1988
- Evolución histórica de la bibliotecología en la Argentina.
- Estado actual del sistema bibliotecario argentino.
- Teoría general de la Bibliotecología.

### 1997
- Teoría y metodología de la Bibliotecología/Ciencia de la información.
- Origen y desarrollo de la bibliografía y de la historia de las bibliotecas y de la lectura en la Argentina.
- Procesamiento de la Información.
- La comunicación científica.
- Control Bibliográfico en Ciencias Humanas.

### 2014
- Procesamiento de la Información.
- Recursos y servicios de información.
- Historia de la cultura impresa en la Argentina.
- La comunicación científica.

## Publicaciones

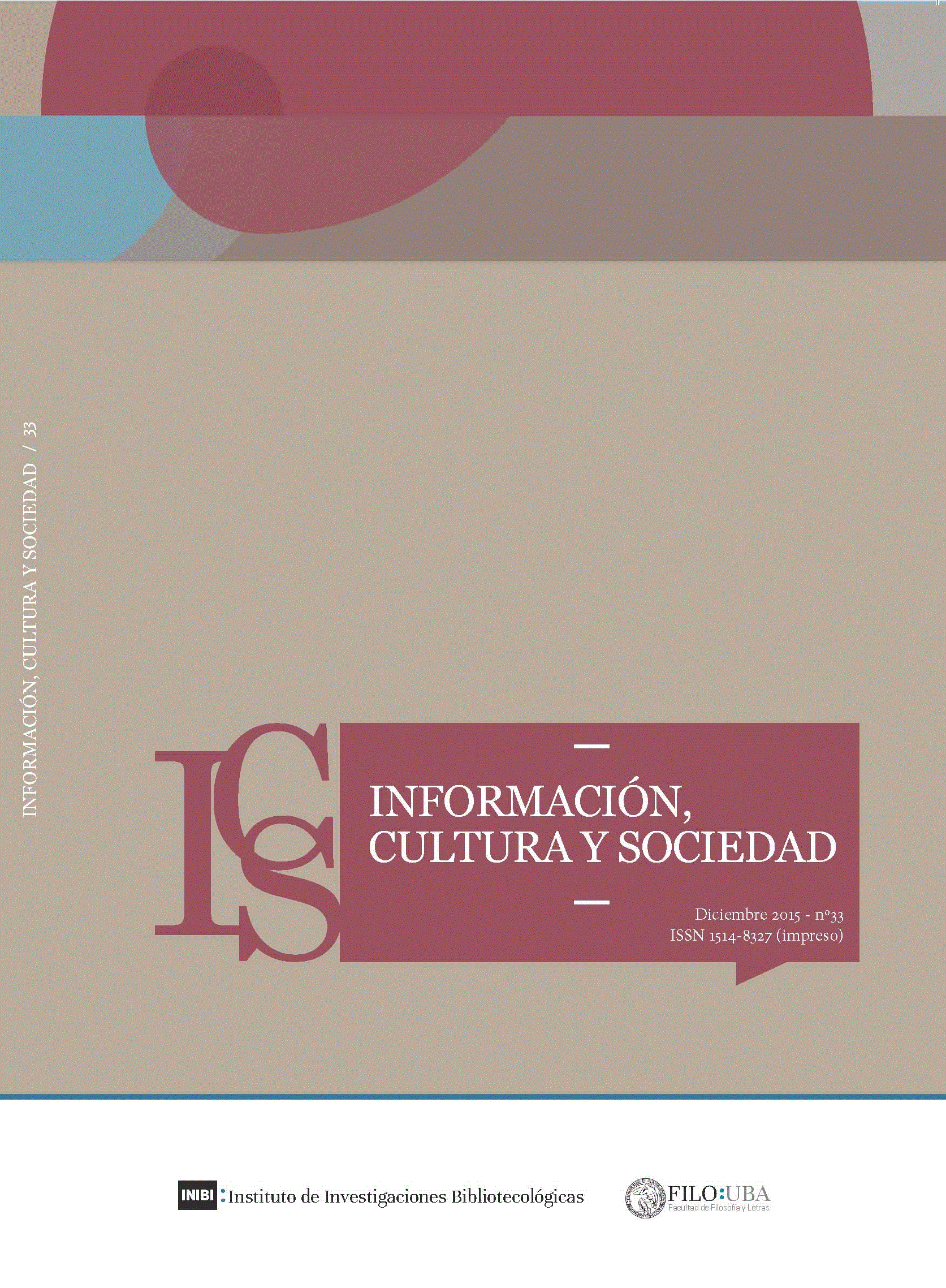
ICS

#### Revista
Información, cultura y sociedad (1999- )

#### Colecciones
Cuadernos de Bibliotecología.
Investigaciones

#### Recursos bibliográficos
Revistas del Centro de Estudiantes de la Facultad de Filosofía y Letras
Publicaciones de FILO:UBA